# Старые Енали
Ста́рые Енали́ (тат. Иске Әнәле) — деревня в Апастовском районе Республики Татарстан, в составе городского поселения «Посёлок городского типа Апастово».

## География
Село находится на автомобильной дороге Р241 «Казань — Ульяновск», в месте примыкания автомобильной дороги регионального значения 16К - 0357 «Казань — Ульяновск» —
Апастово — «Уланово — Каратун». Село расположено в 200 м к югу от поселка городского типа Апастово.

## История
В окрестностях деревни выявлен археологический памятник — Староеналинское городище (булгарский период).
Деревня известна с периода Казанского ханства.
В XVIII — первой половине XIX веков жители относились к категории государственных крестьян. Основные занятия жителей в этот период — земледелие и скотоводство, был распространен мукомольный промысел.
В «Списке населенных мест по сведениям 1859 года», изданном в 1866 году, населённый пункт упомянут как казённая деревня Старые Енали 2-го стана Тетюшского уезда Казанской губернии. Располагалась при безымянной речке, по левую сторону торгового тракта из Тетюш в Свияжск, в 30 верстах от уездного города Тетюши и в 27 верстах от становой квартиры во владельческом селе Знаменское (Чипчаги). В деревне в 187 дворах жили 1004 человека (509 мужчин и 495 женщин). Была мечеть.
В начале XX века в деревне функционировали мечеть, медресе, 7 водяных мельниц, 2 крупообдирки, кузница, маслобойня, 2 мелочные лавки. В этот период земельный надел сельской общины составлял 1858 десятин.
До 1920 года деревня входила в Ильинско-Шонгутскую волость Тетюшского уезда Казанской губернии. С 1920 года в составе Тетюшского, с 1927 года — Буинского кантонов ТАССР.
С 1930 года деревня входила в сельхозартель «Яна иль». С 10 августа 1930 года — в Апастовском, с 1 февраля 1963 года — в Тетюшском, с 4 марта 1964 года — в Апастовском районах.

## Население
Численность населения по годам
| 1782 | 1859  | 1897  | 1908  | 1920  | 1926  | 1938 |
| ---- | ----- | ----- | ----- | ----- | ----- | ---- |
| 181  | ↗1024 | ↗1550 | ↗1612 | ↘1465 | ↘1017 | ↘789 |
| 1949 | 1958  | 1970  | 1979  | 1989  | 2002  | 2010 |
| ↘648 | ↘566  | ↗579  | ↘530  | ↘393  | ↗448  | ↘440 |
| 2011 | 2014  | 2015  | 2016  | 2017  |       |      |
| ↘437 | ↘431  | ↘427  | ↘413  | ↘410  |       |      |

Национальный состав села: татары.

## Экономика
Жители работают преимущественно в ООО "СХП «Свияга», занимаются полеводством, молочным скотоводством.

## Инфраструктура
В деревне действуют клуб, библиотека, фельдшерско-акушерский пункт.

## Религия
Мечеть (1996 год).